# 衆議院議員ノ任期延長ニ関スル法律
衆議院議員ノ任期延長ニ関スル法律（しゅうぎいんぎいんのにんきえんちょうにかんするほうりつ、昭和16年2月24日法律第4号）は、1941年（昭和16年）に当時の衆議院議員の任期を臨時に延長することを定めた法律。1954年（昭和29年）に廃止された。

## 概要
衆議院議員選挙法で4年と定められていた衆議院議員の任期を、現任衆議院議員に限って1年間延長することや、現任衆議院議員の在任期間中は現職議員数が定数の3分の2未満にならない限り補欠選挙や再選挙を行わないことが規定された。
この法律が制定された当時は、日中戦争が長期化する中で4年前の1937年（昭和12年）4月30日に行われた第20回総選挙で選ばれた議員の任期満了が目前に迫っており、時の第2次近衛内閣は「現下の情勢は困難であり民心を選挙に集中させることを許さない」という理由で、翌年の3月31日までに任期満期となる府県会議員と市町村会議員の任期についてもこれを延長する「府県会議員、市町村会議員等ノ任期延長ニ関スル法律案」を同時に提出、いずれも原案どおり可決され、1941年（昭和16年）2月24日に公布され即日施行された。
この法律により任期が1年間延長された衆議院議員は、それが満了となる1942年（昭和17年）4月30日まで、都合5年間の任期を務めることになった。またこれを受けて同日行われた第21回総選挙（翼賛選挙）で衆議院議員が改選され、この法律が対象とする議員がいなくなったため、以後この法律は実効性を喪失したが、時限立法として書かれた法律ではなかったために、1954年（昭和29年）5月1日に公布され即日施行された「自治庁関係法令の整理に関する法律」により廃止されるまで、法律としては存続した。
なお、日本国憲法は第45条で衆議院議員の任期を4年と定めているため、今日では法律の改正をもって衆議院議員の任期を延長することはできない。